# Castell Cantacuzino de Bușteni
El castell Cantacuzino de Bușteni es troba al barri de Zamora, al carrer del mateix nom. L'edifici del castell, les obres del qual es van acabar el 1911, fou ser dissenyat per l'arquitecte Grigore Cerchez a petició del príncep Gheorghe Grigore Cantacuzino.
L'edifici va pertànyer a la família Cantacuzino fins a la seva nacionalització el 1948, i després es va convertir en un sanatori del Ministeri de l'Interior. Ara alberga un museu.

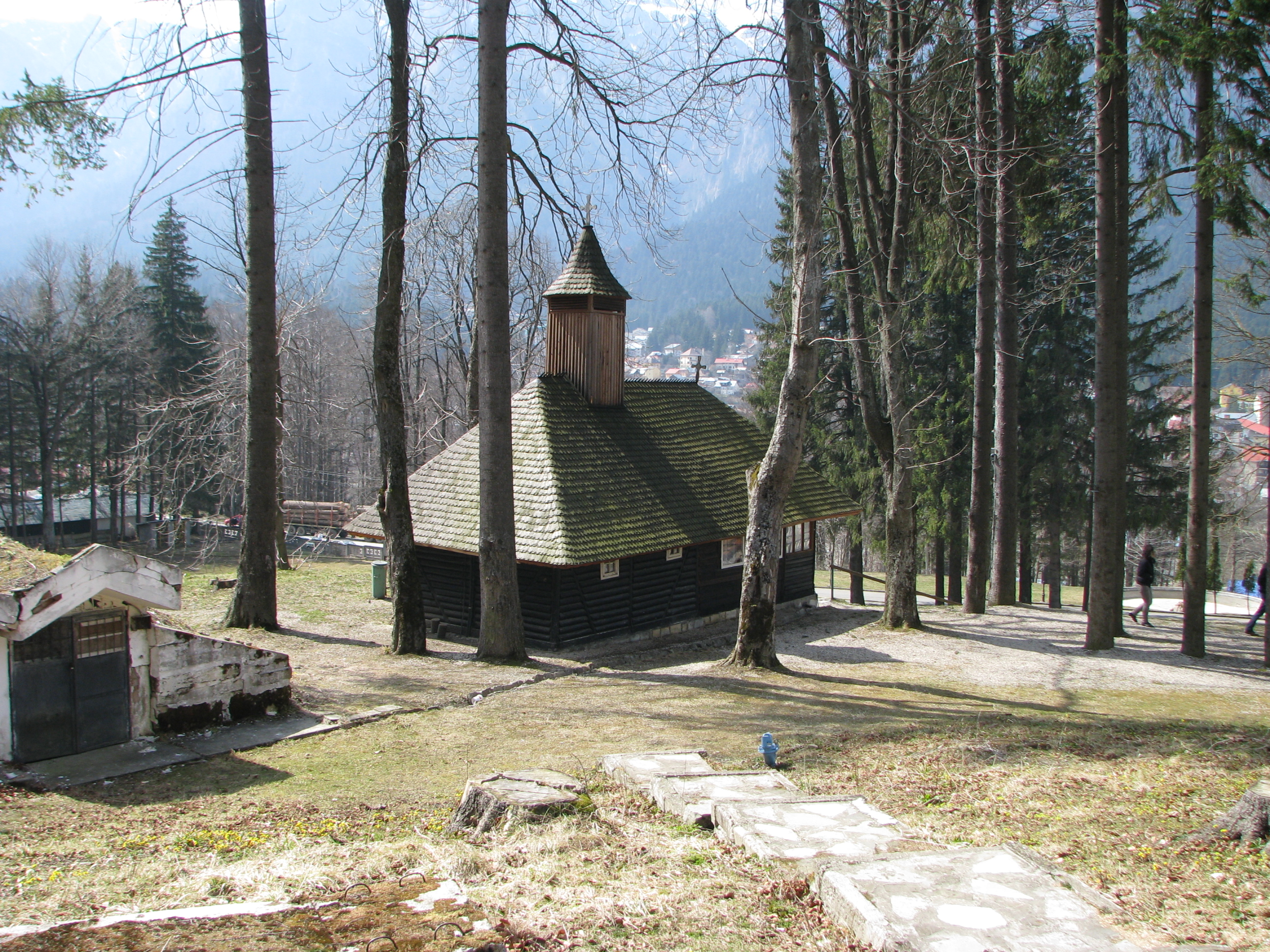
La capella del castell

Tot el castell consta de 4 edificis. El pavelló central té una superfície de 1.200,30 m² i 3.148,02 m² en total (soterrani, planta baixa i primer pis) i està construït amb una base de formigó, murs de pedra tallada i coberta de teula. El pavelló de serveis té planta baixa i planta primera, amb una superfície total de 403,80 m². La vila administrativa té un sol nivell, de 114,41 m². El quart cos és la capella.
Al pavelló central hi ha una col·lecció d'heràldica que representa els escuts de famílies afins en aliança amb la família Cantacuzino, així com retrats de membres de la família. El castell estava decorat amb vitralls, sostres amb bigues pintades, baranes de fusta, pedra o ferro forjat, xemeneies de pedra blanca i ornaments de mosaic.
Durant el període en què l'edifici va servir de sanatori, les parets es van pintar uniformement. Després de la restitució, es va iniciar un procés de restauració de les pintures originals perquè tornés a lluir de la manera més fidel possible a com era abans.

## Galeria d'imatges

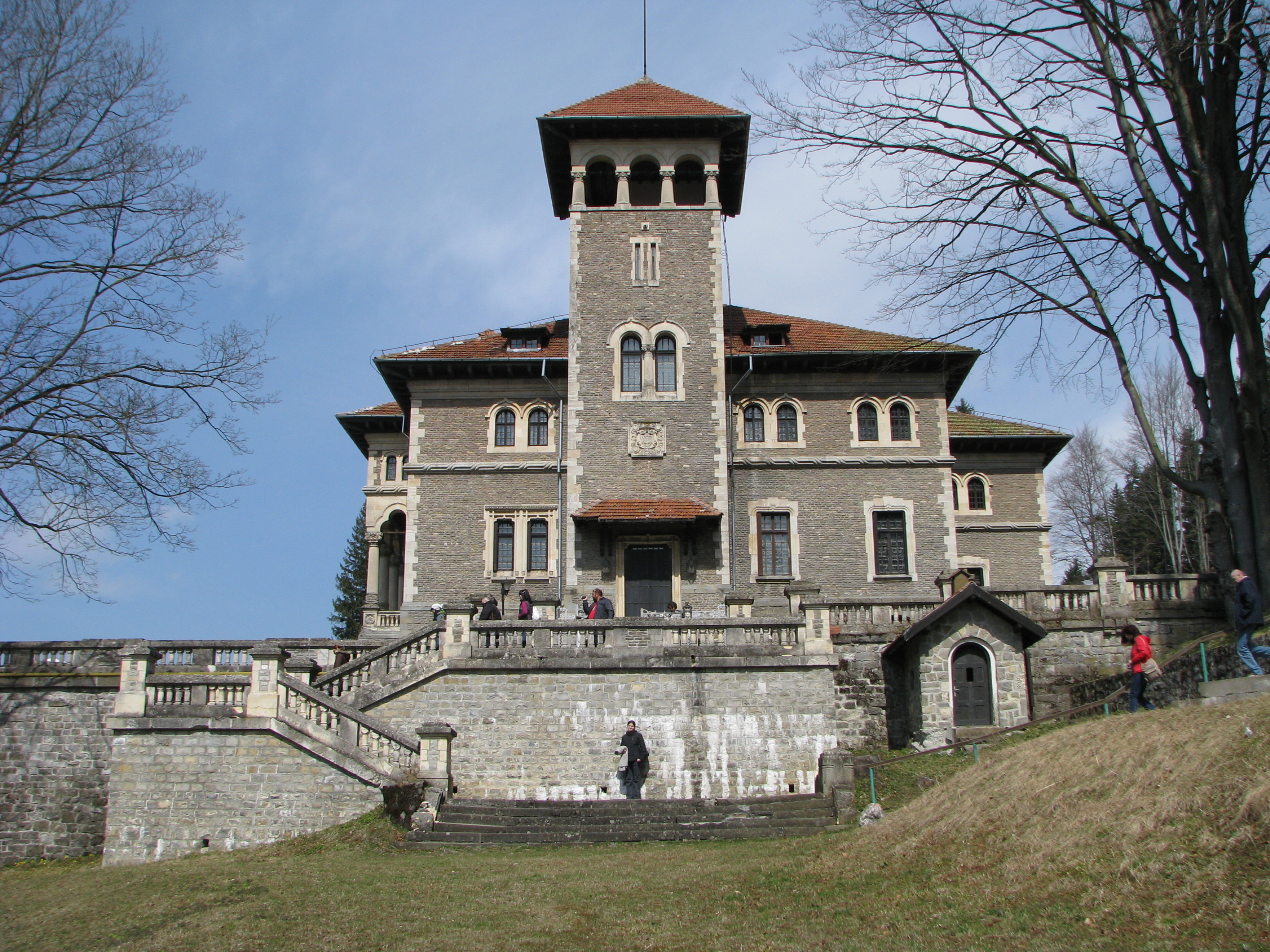
Vista lateral
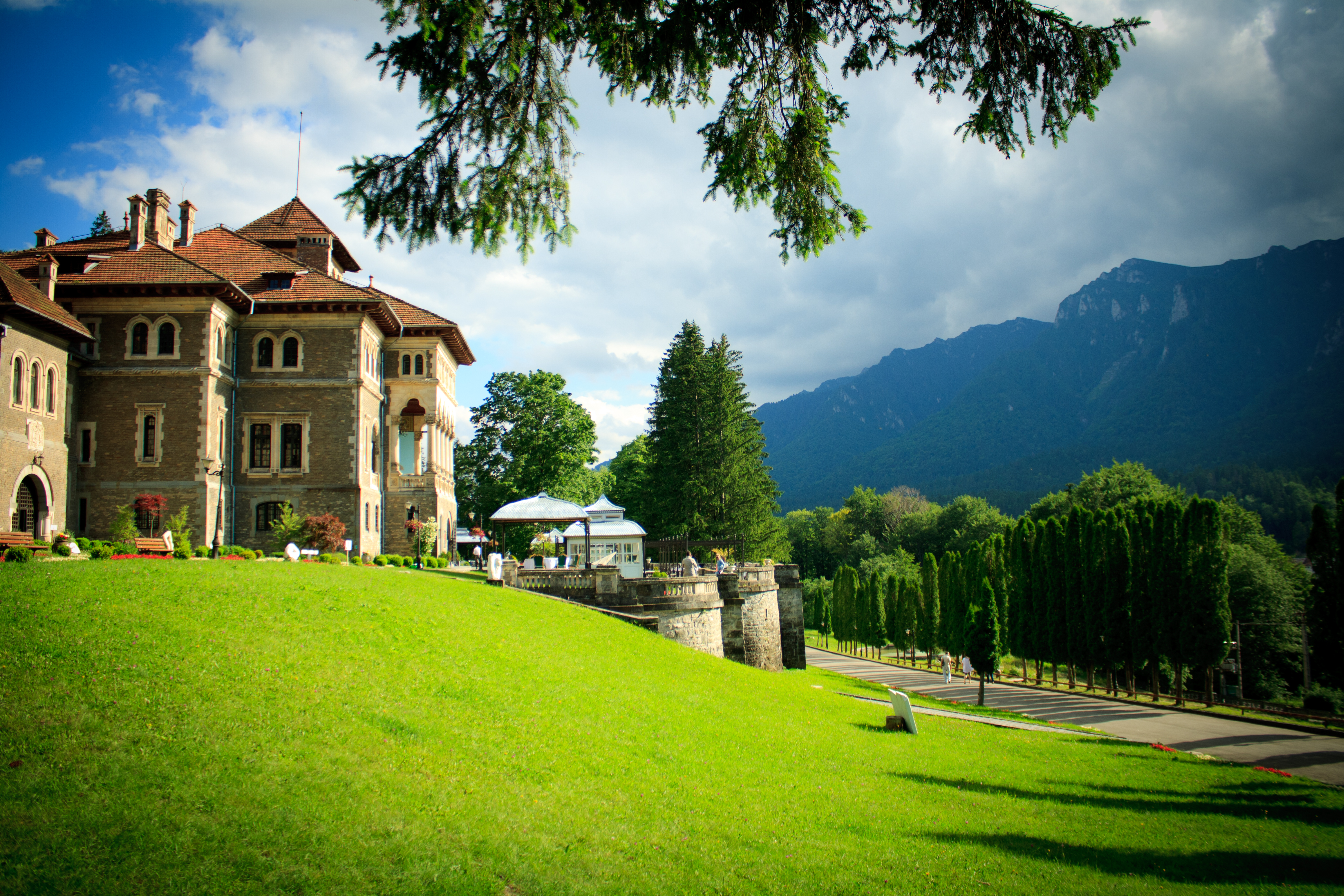
Vista del camí
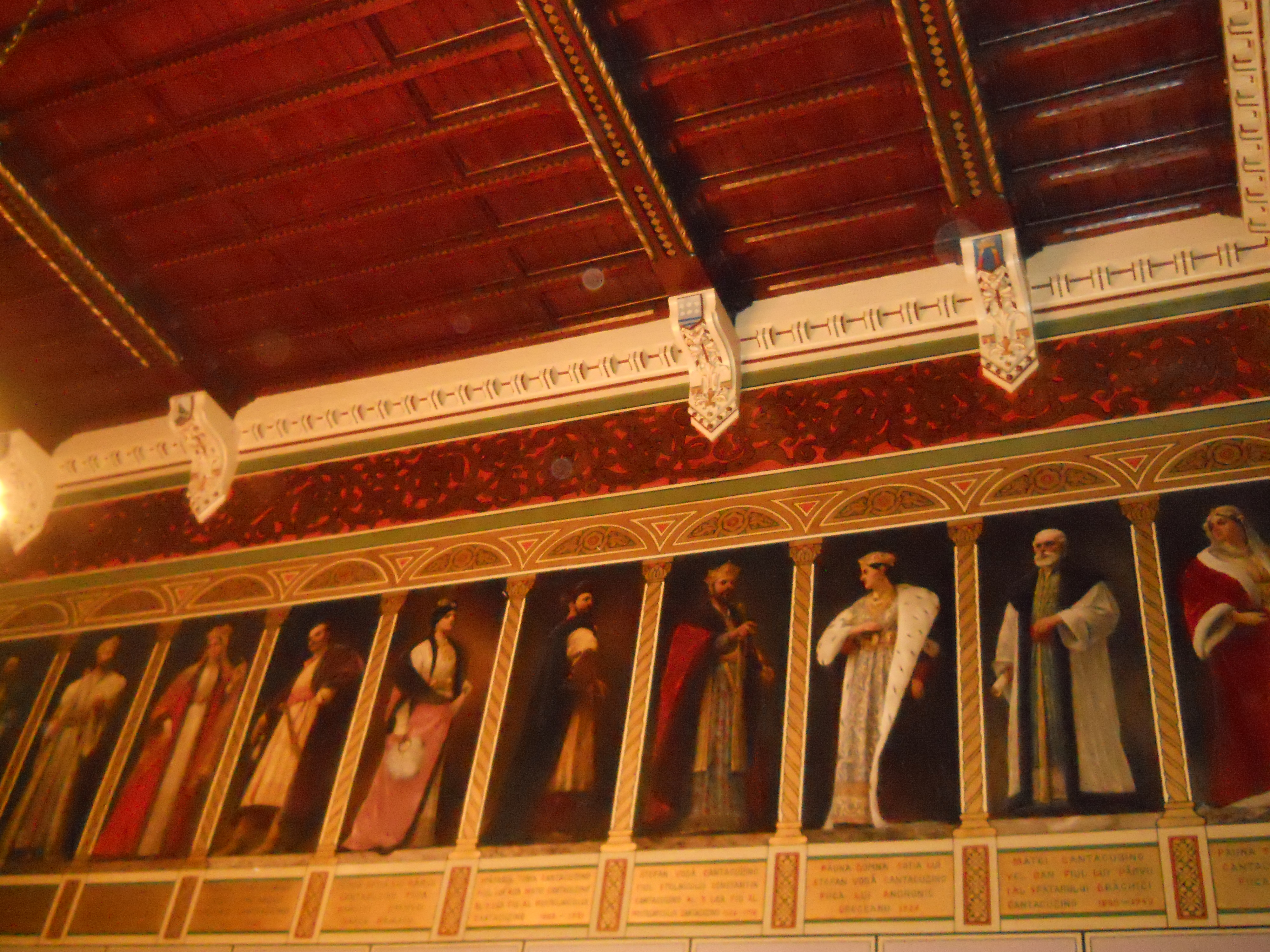
Saló d'honor amb pintures de membres de la família Cantacuzino
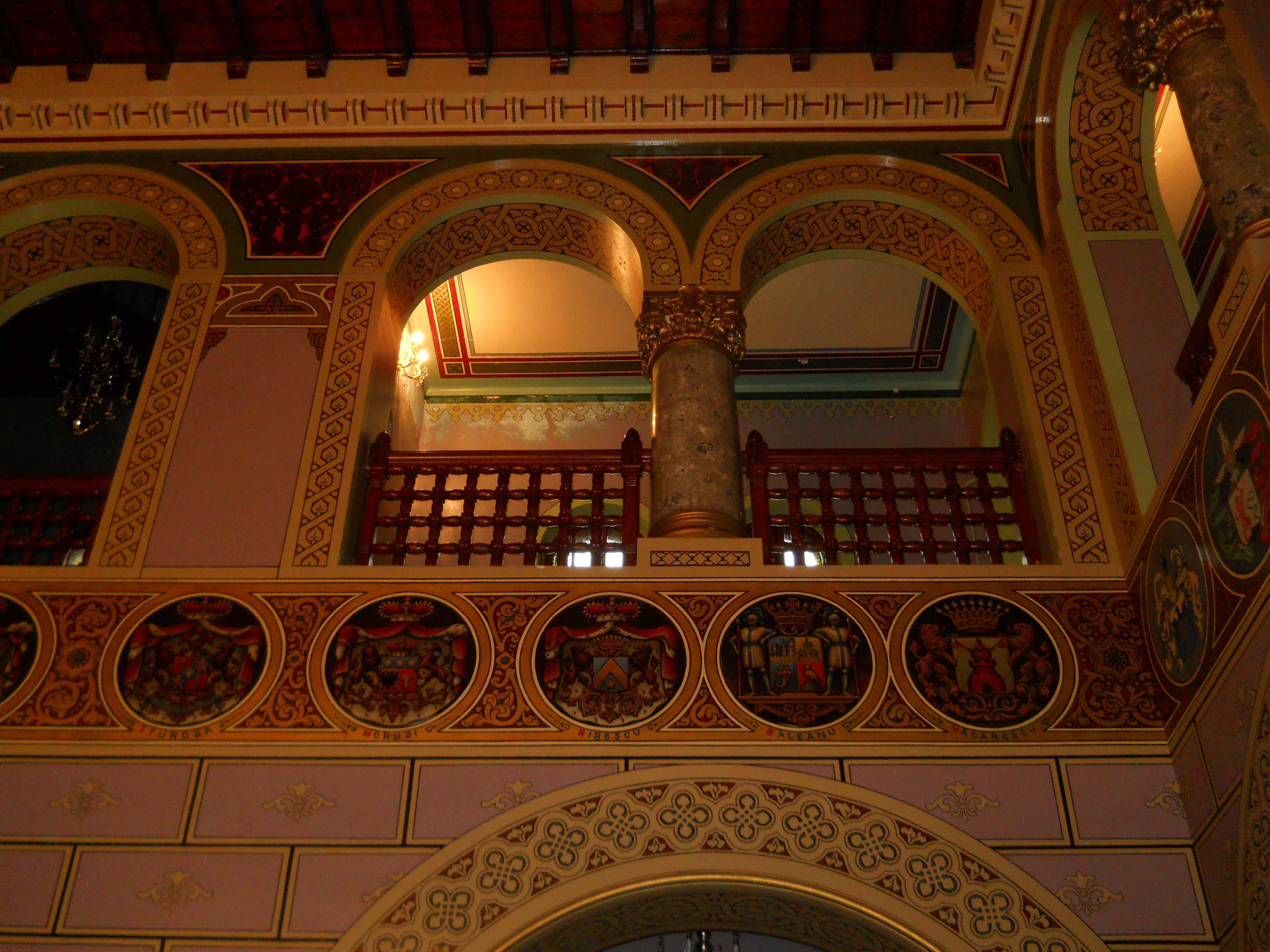
La col·lecció d'heràldica de la dinastia Cantacuzin
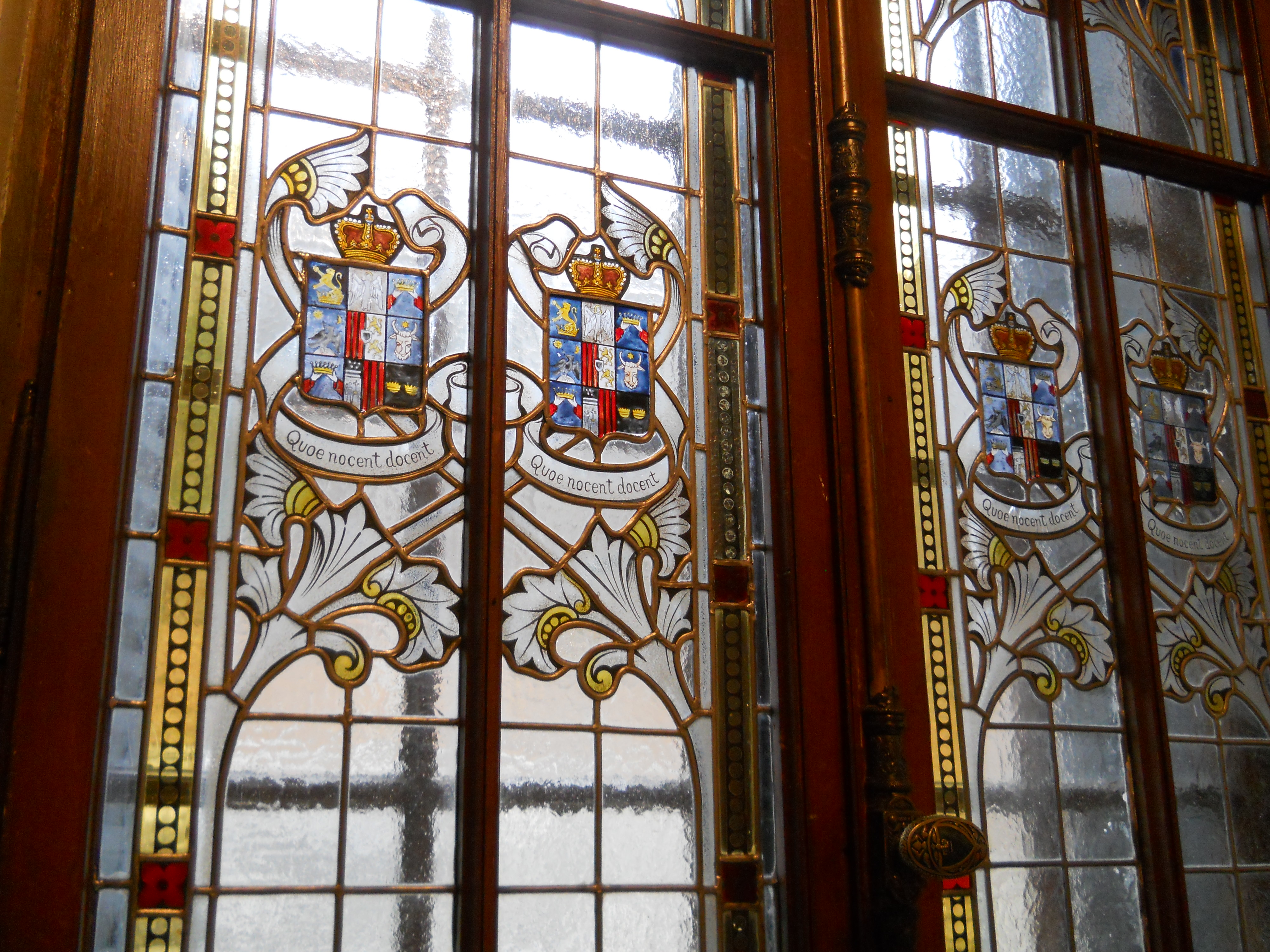
Les finestres decorades amb vitralls i el mànec amb l'escut de la dinastia
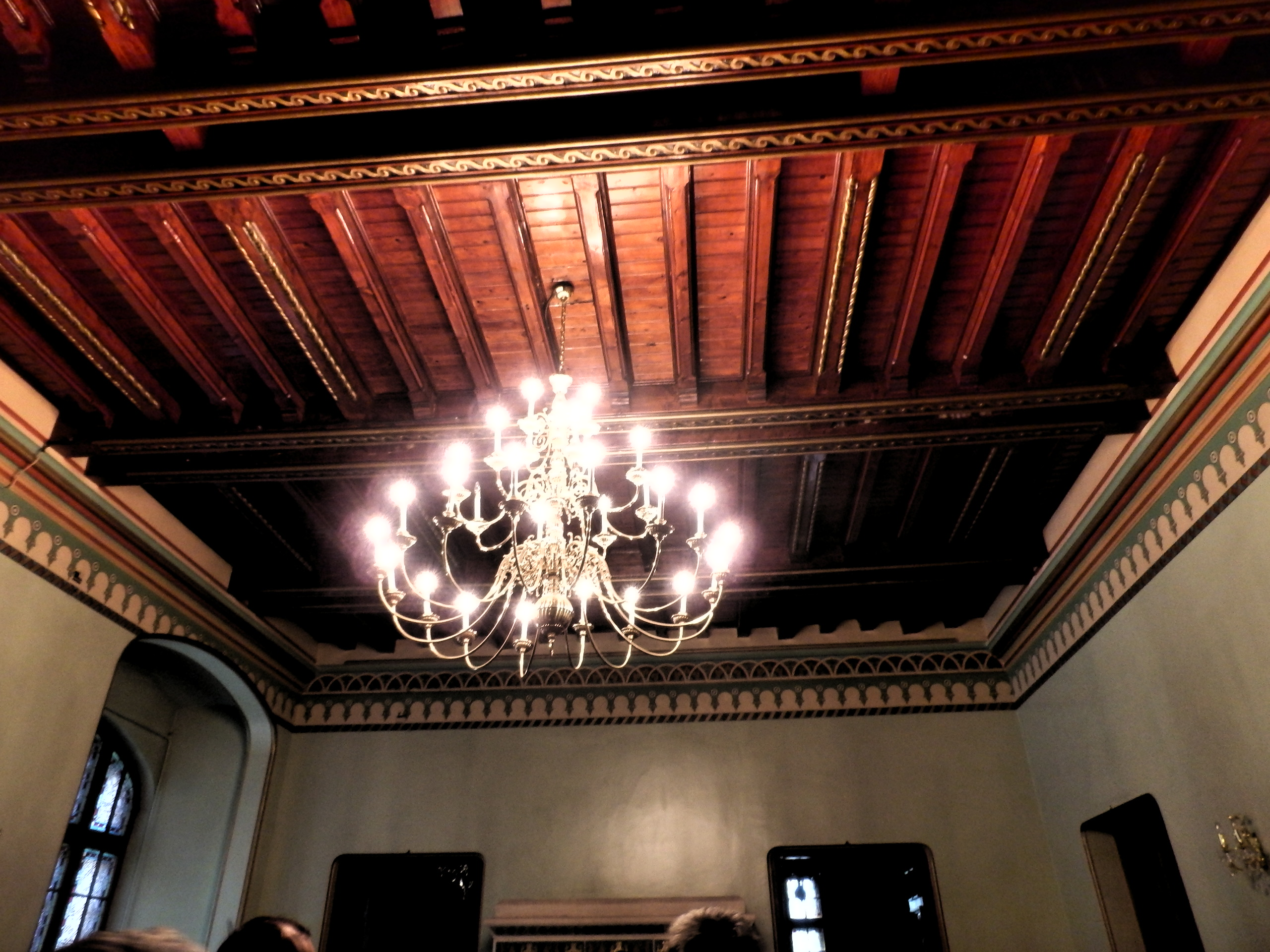
Sostre del vestíbul
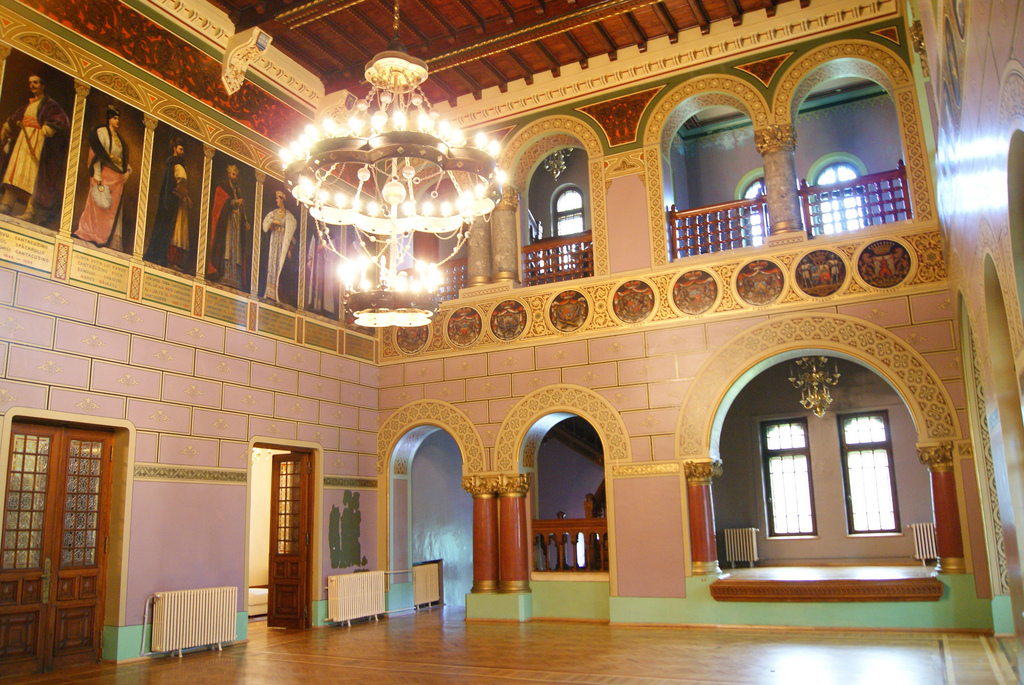
Saló d'honor
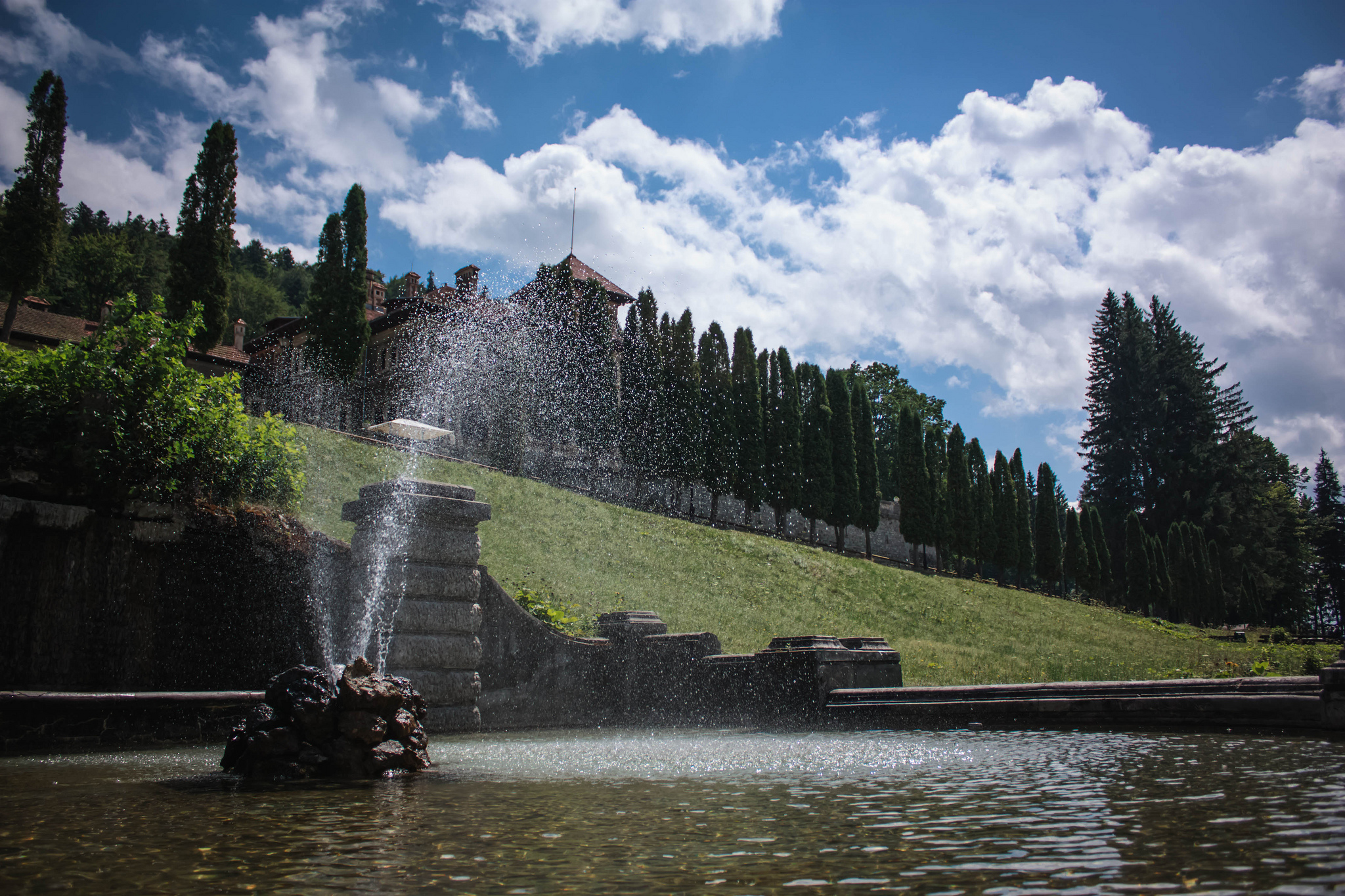
Font